# Cacopsylla iteophila
Cacopsylla iteophila är en insektsart som först beskrevs av Löw 1876.  Cacopsylla iteophila ingår i släktet Cacopsylla och familjen rundbladloppor. Inga underarter finns listade i Catalogue of Life.